# Sten-Timmu Sokk
Sten-Timmu Sokk, né le 14 février 1985, à Tallinn, en République socialiste soviétique d'Estonie, est un joueur estonien de basket-ball. Il évolue au poste de meneur. Il est le fils de Tiit Sokk et le frère de Tanel Sokk.